# Lumke Thoole
 (janvier 2019).
Lumke Thoole (vers 1690 - 1725) est une femme qui a travaillé pour la VOC, la Verenigde Oostindische Compagnie (Compagnie des indes orientales). 
Elle est née autour de 1690 à Emden, ville allemande de Basse-Saxe, sur la frontière néerlandaise et décédé vers 1725. Elle s'est mariée avec Thys Geertz, un matelot. Le 30 avril 1724, elle s'est remariée, en bigamie, avec Abraham Hartog, avec qui elle aura une fille.

## Contexte historique
À cette époque, il était interdit pour une femme de travailler sur un bateau de la VOC. Il était aussi formellement interdit de se déguiser en homme.

## À la VOC
En 1720, elle partit pour Amsterdam en abandonnant son mari. Pour pouvoir être matelot, Lumke Thoole a dû se déguiser en homme, sous le pseudonyme de Jan (ou Johan) Theunisz. Le 12 juillet 1723, elle est partie de Texel à bord du bateau Berbices en tant que matelot,. Pendant le trajet, elle fut démasquée et quand le bateau arriva au Cap, le 19 novembre, elle fut renvoyée. Elle n'a cependant pas été sanctionnée et a même reçu l'autorisation d'habiter au Cap. 

## Au Cap
Elle s'est mariée avec Abraham Hartog au Cap, un homme de 80 ans originaire de Frankfurt. Elle eut une fille, Marie-Magdalena le 21 janvier 1725. Cependant, pendant cette année, elle rencontra son premier mari. Elle fut amenée devant les autorités du Cap, où elle fut jugée pour bigamie et pour son aventure en tant que matelot. Elle dut payer un amende et fut renvoyée vers l'Europe. On ignore cependant si elle a quitté Le Cap ou non.